# 韓国電力公社

1961年から1986年までのロゴ

韓国電力公社（かんこくでんりょくこうしゃ、朝: 한국전력공사、略称:KEPCO）は、大韓民国の公営電力会社。韓国電力または韓電と通称される。本社所在地は全羅南道羅州市。
株式保有比率は、大韓民国政府（18％）と政府系の韓国産業銀行（33％）で51%に達する。一方で韓国取引所に上場されており、外国人を含む一般投資家が株式の49％を保有している。

## 経営
政府と政府系金融機関が株式の過半数を保有する半官半民企業であるため、国策の影響を強く受ける。アラブ首長国連邦での原子力発電所受注もその一環である。
韓国政府は、輸出製造業を支援する目的などで電力料金をアジア諸国の中でも低く抑えており、韓国電力はコストを電力供給に十分転嫁できず、2018年と2019年は大幅な赤字であった。文在寅政権下で2020年に策定された『電力需給基本計画』草案では、2034年までに電源構成で原発を現行の20％程度から10％以下に引き下げ、石炭火力発電を60基から30基に半減させ、コストが割高な再生可能エネルギーを15％から40％以上に引き上げる目標が盛り込まれており、その対応も迫られている。
2020年代に入っても経費が収益を上回る逆ザヤ構造が解消できなかったところに、2022年には原油価格の高騰と地方債がデフォルトを起こす事案が発生。韓国電力公社の社債は5％の金利でも全額消化できない状況になった。

## 歴史
- 1898年：李氏朝鮮末期に漢城電気株式会社が設立。朝鮮半島にて電気事業が始まる。その後、各地域で小規模な電力会社が設立される。
- 日本統治時代の朝鮮において、太平洋戦争下の経済統制により、朝鮮各地の電力会社は、1943年までに朝鮮電業、京城電気、南鮮合同電気の3社に統合される。
- 1961年：朴正煕政権下の電力統合政策により、朝鮮、京城、南鮮の3電力会社が合併し韓国電力株式会社に。
- 1978年：韓国で初の原子力発電所となる古里原子力発電所が稼動。
- 1982年：国有化され、韓国電力公社へ。
- 1989年：株式を一般へ発売。韓国証券取引所（現在の韓国取引所）へ上場（証券コード：15760）。
- 1994年：韓国企業で初めてニューヨーク証券取引所へ上場（証券コード: KEP）。
- 1994年10月：韓国放送公社（KBS）の受信料委託徴収開始。
- 1998年：アジア通貨危機後の構造改革の一環として、段階的な民営化を行うことを決定。
- 2001年：電力自由化を見据え、発電部門を6社（水力発電・原子力発電子会社と5つの火力発電子会社）に分割。
- 2005年6月：韓国政府による行政機関の地方移転政策の一環として、光州広域市への本社移転を発表。
- 2011年9月15日：電力需要予測の甘さから、離島を除く全国で大規模な停電が発生し、李明博大統領が本社に怒鳴り込む騒ぎに発展。
- 2014年9月18日：本社移転に伴う本社敷地売却の入札結果、現代自動車グループが10兆5500億ウォンで落札。
- 2014年12月：本社を全羅南道羅州市に移転。

## 発電事業子会社
以下の発電事業子会社を持つ。韓国水力原子力発電を除く5社への発電所の分割は、資産価値や設備容量が均等になるように行われたため、各社が所有する発電所は同一地域にまとまったものではなく、それぞれの会社の発電所が全国各地に点在している。
- 韓国南部発電（KOSPO）
- 韓国中部発電（KOMIPO）
- 韓国東西発電（KEWESPO）
- 韓国西部発電（KOWEPCO）
- 韓国南東発電（KOEN）
- 韓国水力原子力発電（KHNP）

## 主な発電所

### 火力発電所
- 仁川火力発電所（仁川広域市西区、146万kW、韓国中部発電）
- 新仁川火力発電所（仁川広域市西区、180万kW、韓国南部発電）
- 西仁川火力発電所（仁川広域市西区、180万kW、韓国西部発電）
- 靈興火力発電所（仁川広域市甕津郡、508万kW、韓国南東発電）
- 平澤火力発電所（京畿道平沢市、227万kW、韓国西部発電）
- 泰安火力発電所（忠清南道泰安郡、610万kW、韓国西部発電）
- 唐津火力発電所（忠清南道唐津市、604万kW、韓国東西発電）
- 保寧・新保寧火力発電所（忠清南道保寧市、計739万kW、韓国中部発電）
- 釜山火力発電所（釜山広域市沙下区、180万kW、韓国南部発電）
- 蔚山火力発電所（蔚山広域市南区、327万kW、韓国東西発電）
- 河東火力発電所（慶尚南道河東郡、400万kW、韓国南部発電）
- 三千浦火力発電所（慶尚南道固城郡、324万kW、韓国南東発電）

### 原子力発電所
韓国には現在、整備点検中のものも含めて24基の原発がある。脱原発を掲げた文在寅政権では18基に減らす方針だったが、尹錫悦政権ではこの方針を撤廃し、新たに4基の原発を増やそうとしている。
全て韓国水力原子力発電が保有・運営
- 古里原子力発電所（釜山広域市機張郡、735万kW）
- 月城・新月城原子力発電所（慶尚北道慶州市、計410万kW）
- ハヌル原子力発電所（慶尚北道蔚珍郡、490万kW）
- ハンビッ原子力発電所（全羅南道霊光郡、590万kW）
- 新古里原子力発電所（蔚山広域市蔚州郡、280万kW、建設中:2023年稼動予定）

## 発電事業以外の子会社
- 韓電KDN - YTNの大株主。
- 韓電KPS
- 韓電産業開発
- 韓電原子力燃料
- 韓国電力技術

## 過去運営していた鉄道事業
- ソウル市電：1961年から1968年の路線全廃までの運営を同公社が担った。
- 釜山市電：ソウル市電と同様に1961年から1968年の路線全廃まで運営を担った。

## 韓国の電源構成
韓国エネルギー情報文化財団によると、同国の電源構成の比率は以下の通りである（2020年）。
- 石炭 36.3%
- 原子力 27.9%
- 天然ガス 26.7%
- 再生エネルギー 6.5%
- 石油 1.2%
- 水力 0.7%
- 廃棄物など 0.7%

原子力については、尹錫悦政権は2030年までに30%以上に引き上げる方針を掲げている。